# Ekhof-Theater

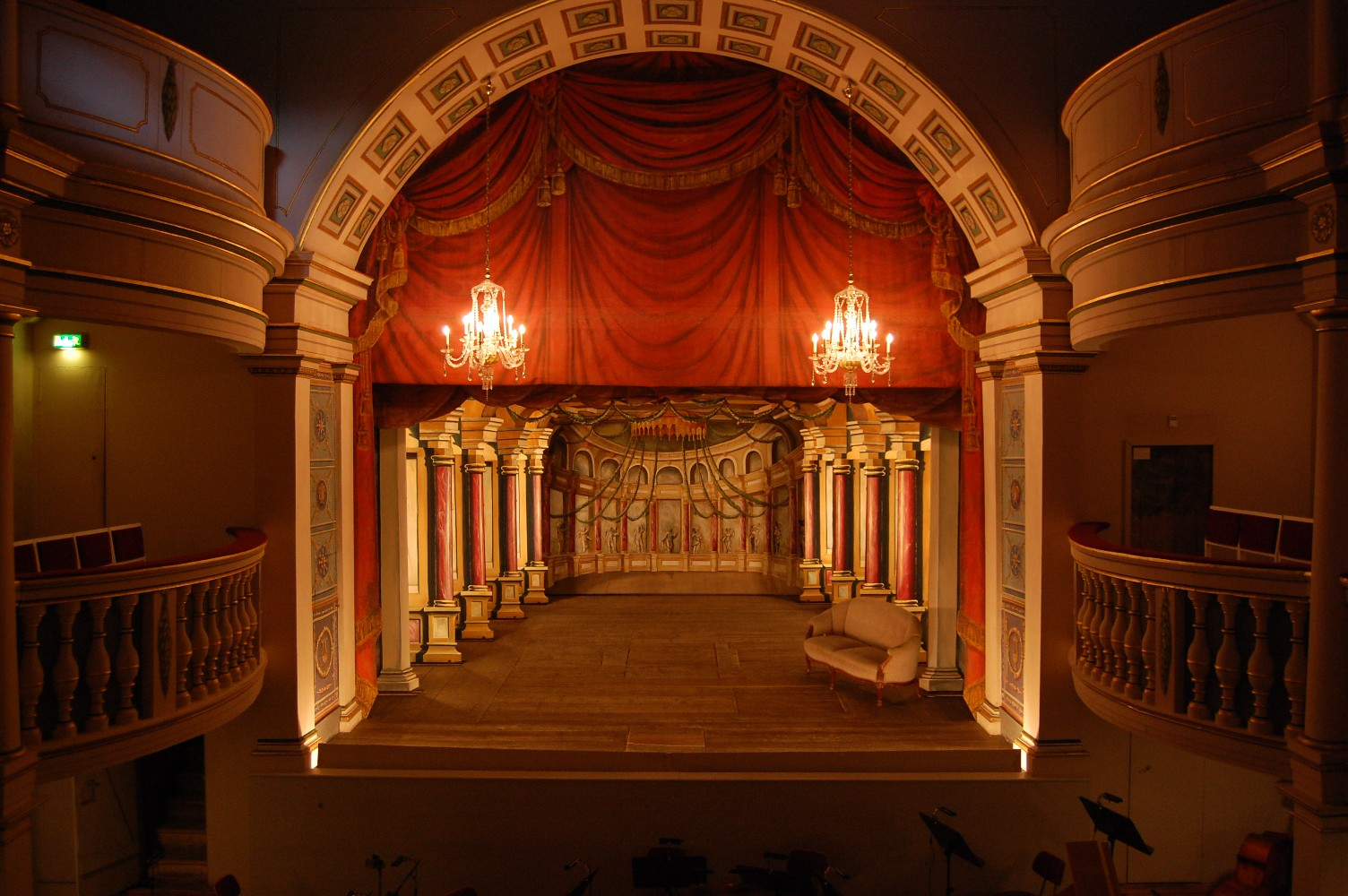
Bühne des Ekhof-Theaters

Das Ekhof-Theater ist eines der ältesten Barocktheater mit einer funktionstüchtigen Bühnenmaschinerie aus dem 17. Jahrhundert, die bis heute manuell bedient wird. Es befindet sich im Westturm von Schloss Friedenstein in Gotha.

## Geschichte

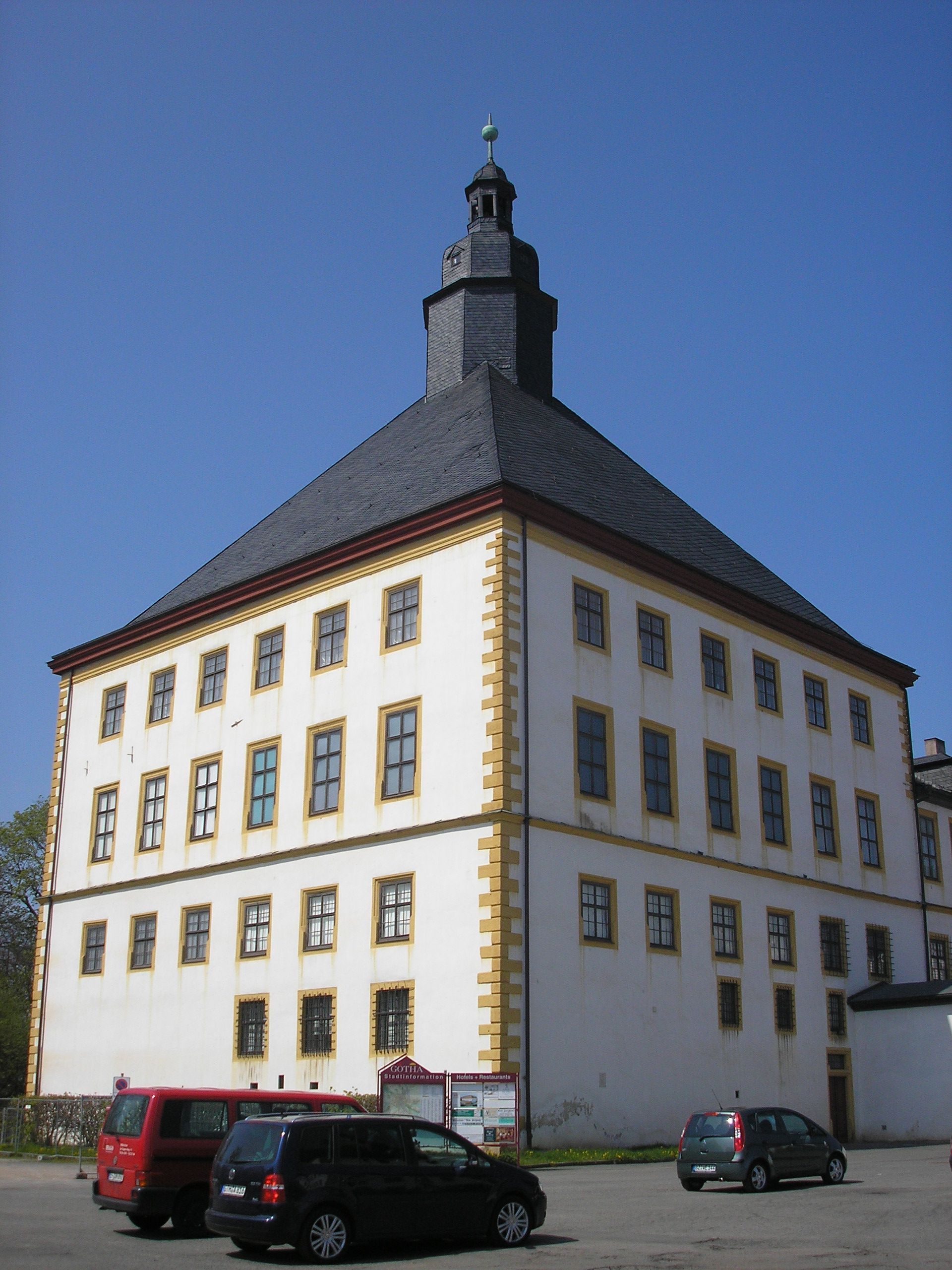
Das Theater ist im westlichen Pavillon des Schlosses Friedenstein untergebracht

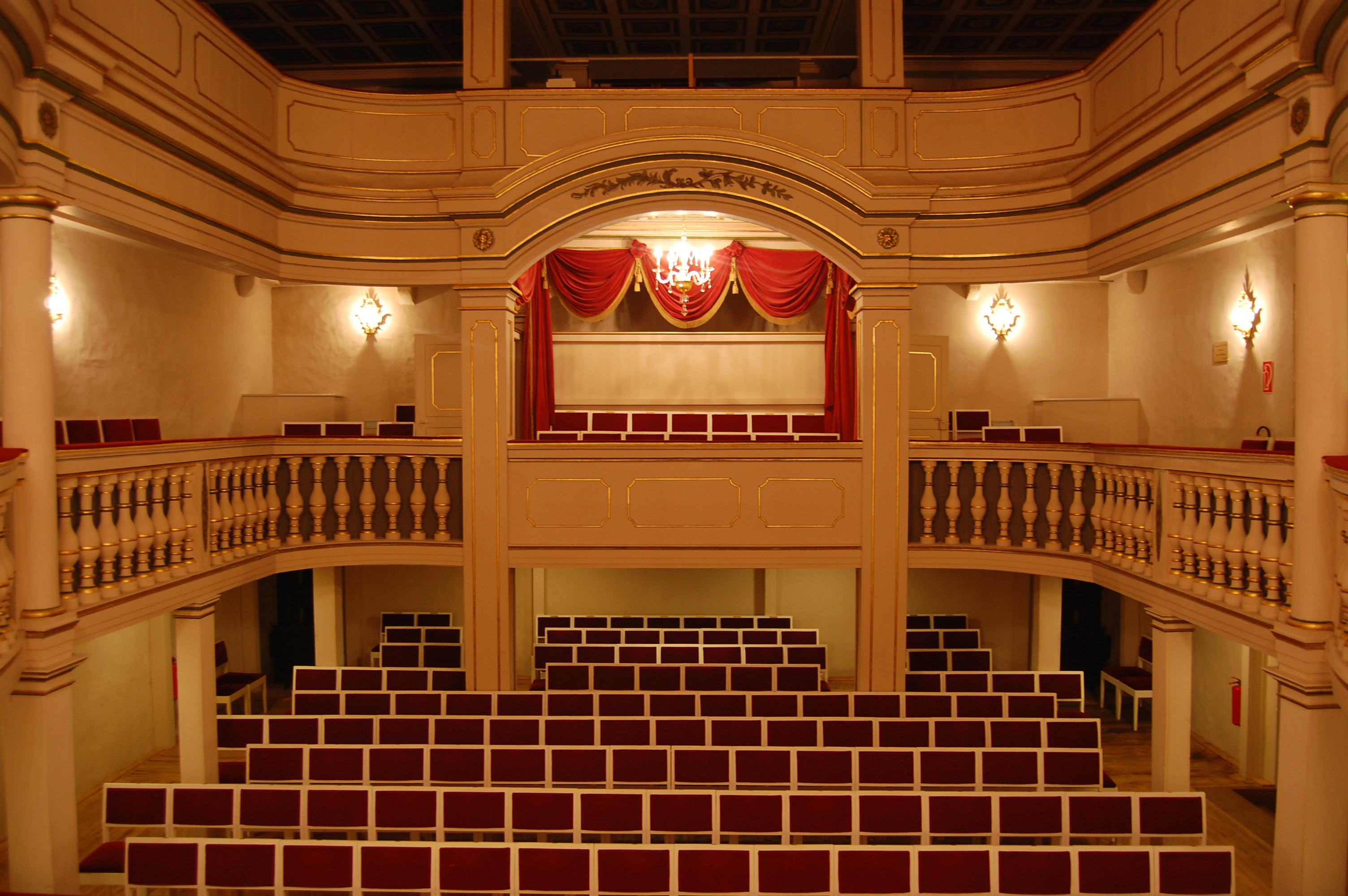
Zuschauerraum des Ekhof-Theaters

Das Schlosstheater wurde unter Herzog Friedrich I. von Sachsen-Gotha-Altenburg in mehreren Bauphasen von 1681 bis 1683 in den ehemaligen Ballsaal des Schlosses Friedenstein eingebaut.
Zunächst standen in erster Linie Angehörige der herzoglichen Familie und höhere Beamte des Hofes auf der Bühne, wobei das Bühnenspiel vor allem pädagogische Ziele verfolgte - Die Sprösslinge sollten lernen, sich vor Publikum frei und souverän zu bewegen. Die Vielzahl der Stoffe bot gleichzeitig einen spielerischen Zugang zum klassischen Bildungskanon.
Ab 1775 wurde es während der Regentschaft Herzog Ernst II. als eines der ersten deutschen Hoftheater von einem eigenen feststehenden Ensemble bespielt. Die Schauspieler waren offiziell bei Hofe angestellt und erhielten ein festes Gehalt. Sogar eine Pensionskasse wurde eingerichtet, was für die damalige Zeit noch völlig unüblich war.
Die Leitung dieser Theatertruppe hatte in den Jahren 1775 bis 1778 Conrad Ekhof, der das Theater mit spektakulären und vielgerühmten Aufführungen zu seiner höchsten Blüte führte und zu einem wichtigen Zentrum in der deutschen Theaterlandschaft machte. Die Palette der Stücke reichte von Shakespeare, Goldoni, Molière über Voltaire und Diderot bis hin zu Lessing, Gotter und Brandes. Auch das zahlende Bürgertum konnte von nun an Aufführungen besuchen, vorher war das Theater ausschließlich Mitgliedern des Hofes vorbehalten.

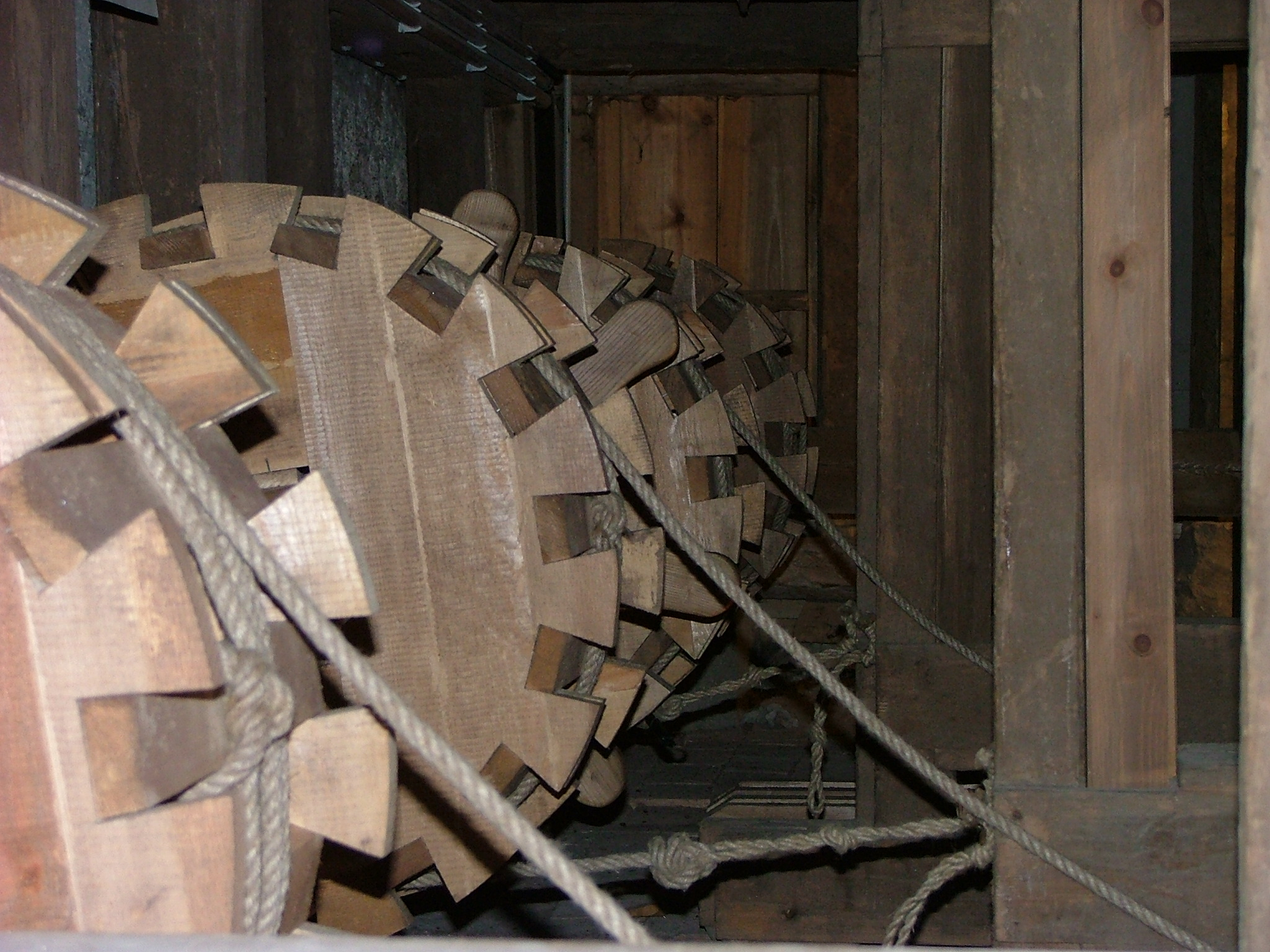
Wellbaum in der Unterbühne

Im 19. Jahrhundert kam die intensive Benutzung der Bühne allmählich zum Erliegen. In den Jahren 1837 bis 1840 wurde das Neue Theater, das spätere Gothaer Stadttheater gebaut, wodurch eine neue Ära des Theaterlebens in Gotha eingeleitet wurde.
Heute kann das Theater im Schloss von Dienstag bis Sonntag besichtigt werden. Es ist auch Teil der regulären Führungen durch das Schlossmuseum. Seit 1996 findet jährlich im Sommer das Ekhof-Festival statt, das seit 2010 durch die Stiftung Schloss Friedenstein Gotha veranstaltet wird und inhaltlich eng an die wechselnden Themenschwerpunkte im Ausstellungsprogramm der Stiftung geknüpft ist. In dieser Veranstaltungsreihe werden Opern- und Schauspielinszenierungen des 17. und 18. Jahrhunderts in möglichst originalgetreuer Ausstattung gezeigt. Als Ergänzung zu den Aufführungen finden zahlreiche Lesungen und Konzerte statt.
Weiterhin wird die historische Bühne zum Pfingstfestival der Thüringen Philharmonie Gotha und zur „Woche der historischen Theater“ bespielt.
Der Zuschauerraum bietet heute nur 165 Sitzplätze auf dem Parkett und dem 1. Rang. Der 2. Rang ist der Öffentlichkeit nicht zugängig. 
Bei Sanierungsarbeiten im Westturm im Jahr 2023 wurde eine aus dem Jahr 1891 datierte Flaschenpost gefunden.

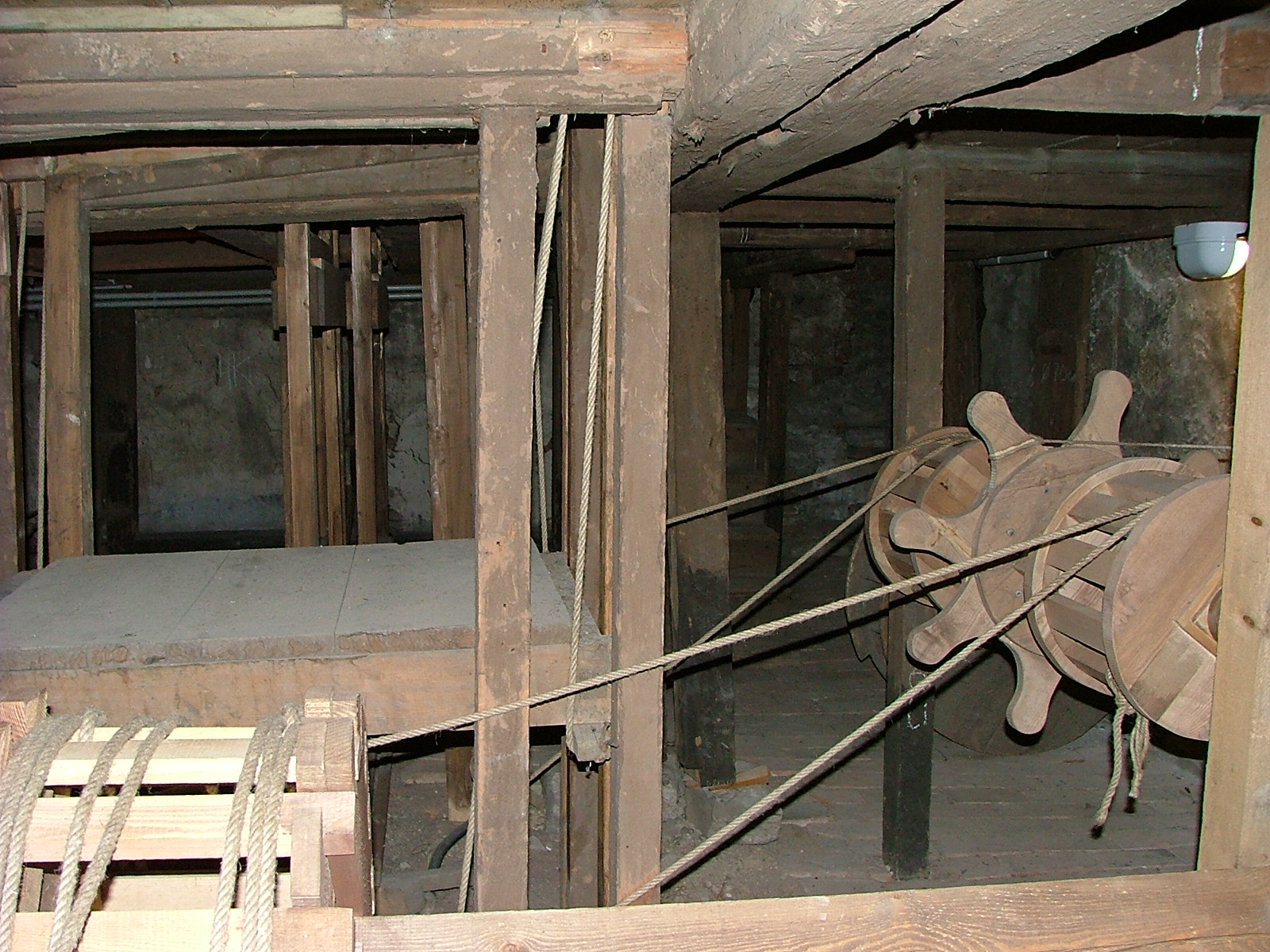
Sogenannte Hamletversenkung

## Bühnentechnik
Das Ekhof-Theater hat eine Kulissenbühne mit Schnellverwandlungsmaschinerie, die der Italiener Giacomo Torelli 1641 erfunden hatte. Auf beiden Seiten befinden sich sechs Gassen mit jeweils drei Kulissenwagen unter der Bühne, auf denen durch Schlitze im Bühnenboden die eingehangenen Bühnenbilder herein- und hinausgefahren werden können. Die Kulissenwagen werden durch Seile über drei Wellbäume und entsprechende Umlenkrollen in der Unterbühne bewegt. Durch ein System von Seilzügen können die Soffitten, die das Bild von oben ergänzen, sowie das nach hinten abschließende Rückprospekt hereingelassen und hinausgezogen werden. Somit ist es möglich, alle Kulissen synchron zu bedienen, was schnelle Szenenwechsel mit bis zu drei Bildern bei offenem Vorhang ermöglicht. Für eine Kulissenverwandlung benötigt man neun bis zwölf Personen.
Im Bühnenboden befinden sich zudem zwei intakte Versenkungen, auf denen man Personen und Requisiten nach unten verschwinden und wieder auftauchen lassen konnte. Ein Flugwerk, welches heute leider nicht mehr erhalten ist, machte es möglich, Personen sogar über die Bühne schweben zu lassen. Zur Erzeugung sowohl akustischer als auch visueller Effekte, die für ein barockes Bühnenstück unentbehrlich waren, gab es eine Reihe ausgefeilter Mechanismen, von denen die original rekonstruierte Wind- und die Donnermaschine bis heute zum Einsatz kommen.